# Есипово (платформа)
Есипово — платформа Мичуринского региона Юго-Восточной железной дороги, расположена в поселке Есипово Терновского района Воронежской области. Одна из немногих платформ на ЮВЖД, где останавливаются не только пригородные поезда, но и поезда дальнего следования - изначально планировалась как станция.

## Расписание движения

### Поезда дальнего следования
Большая часть поездов проезжает платформу без остановки. Остановку и минутную стоянку имеет лишь пассажирский поезд № 307 Москва (Павелецкий вокзал) - Балашов.

### Пригородное сообщение
| Направление         | Дни следования |
| ------------------- | -------------- |
| Жердевка — Поворино | ежедневно      |
| Поворино — Жердевка | вт, чт, сб     |
| Елец — Борисоглебск | ежедневно      |
| Жердевка — Поворино | вт, чт, сб     |
| Борисоглебск — Елец | ежедневно      |
| Поворино — Жердевка | ежедневно      |